# Кручение собак
Кручение собак (болг. Тричане на кучета, Песи понеделник, Ци́рене на кучетата, Цери́лка, Три́чене, Виси́ куче, Бе́си) — болгарский традиционный обряд. Совершается в первый день Великого поста (понедельник Фёдоровой недели).
Обряд проводится в восточной, южной и некоторых районах центральной части Болгарии. Для проведения обряда между столбами, установленными на разных берегах маленькой речушки, натягивается верёвка. Посредине моста верёвку продевают под грудную клетку собаки и начинают её вращать так, что верёвка над ней закручивается, а тонкие столбы наклоняются друг к другу. Потом собаку отпускают и веревки начинают раскручиваться до тех пор, пока она не упадёт в воду. Если собака дезориентирована, хозяин заходит в реку и достаёт её.
Считается, что этот обряд защищает собак от бешенства и других болезней, изгоняет злых духов и способствует удаче всей деревне на предстоящий год. В этот день принято очищать себя и дом духовно и физически, изгонять всё нечистое, начинать строгий пост. Среди исследователей существуют различные мнения о верованиях и мифологических представлениях, лежащих в основе этого обычая. Существует мнение, что это связано с представлением о связи собаки с миром мёртвых и является способом восстановить нарушенное равновесие между двумя мирами (потусторонним и миром живых), так как исполняется в один из переходных моментов в года (с точки зрения мифологического мышления). Обычай проводится в начале Великого поста, и связан с запретом на употребление определённых продуктов, и таким образом и собаки приобщаются к этим ограничениям, тем самым публично демонстрируя нормы поведение во время поста.
Уже в первых описаниях болгарских обычаев в XIX — начале XX веков исследователи отмечали, что эта традиция постепенно умирает.
На сегодняшний день обычай кручения собак сохранился лишь в некоторых сёлах в районе Странджа.
По мнению целителей из Варненской области, применяющих этот метод и для лечения людей, процедура является полностью безопасной для собаки. Как правило, участники обряда точно знают, сколько держать животных в воздухе и не наносят ему вреда.
Помимо Болгарии, этот обычай также известен в Греции, где он также характерен для первой недели поста. В Чистый понедельник и в Румынии собак прогоняют подальше от своих домов или вешают им на шею специальную палку (рум. jujeu), стесняющую движения.